# گادفری تیرله
گادفری تیرله (انگلیسی: Godfrey Tearle; ۱۲ اکتبر ۱۸۸۴ – ۹ ژوئن ۱۹۵۳) یک هنرپیشه بود. از فیلم‌ها یا برنامه‌های تلویزیونی که وی در آن نقش داشته‌است می‌توان به ۳۹ پله اشاره کرد.

## مرگ
سر گادفری ترل در 9 ژوئن 1953 در سن 68 سالگی درگذشت.